# Léon (Landes)
Léon é uma comuna francesa na região administrativa da Nova Aquitânia, no departamento de Landes. Estende-se por uma área de 64,45 km². Em 2010 a comuna tinha 1 978 habitantes (densidade: 30,7 hab./km²).